# GNU Screen
GNU Screen – menedżer terminali przeznaczony dla systemów uniksopodobnych. Program tworzy ekrany (ang. screen), na których możliwe jest wykonywanie poleceń powłoki, przy czym umożliwia on przez to jednoczesne uruchomienie wielu poleceń na wielu ekranach.

## Opis
Ekrany nawet po wylogowaniu nie są wyłączane i polecenia na nich uruchomione nadal są wykonywane. Gdy polecenie wykonywane na ekranie zakończy się, jest on automatycznie zamykany.
Screen używany jest najczęściej podczas pracy z kontem shell poprzez protokół SSH lub telnet. Wykonując czynności na lokalnym komputerze, użytkownik ma możliwość przełączania się między kolejnymi powłokami - konto shell nie daje takiej możliwości. W celu rozwiązania tego problemu, należy uruchamiać kolejne programy właśnie poprzez screen. 

## Przykłady użycia
Obsługa programu możliwa jest poprzez naciśnięcie kombinacji klawiszy Ctrl+A, a następnie jednego z klawiszy:
- C – utworzenie nowego okna,
- P – przechodzi do poprzedniego okna,
- N – przejście do następnego okna,
- 0-9 – przejście do okna o podanym numerze,
- A – nadanie nazwy oknu,
- X – zablokowanie okna hasłem,
- " – wyświetlenie listy okien,
- D – przełączenie okna w tryb działania „w tle” („odłączenie ekranu od terminala”)
- K – zamknięcie okna (sygnał kill)
- Esc – wejście w tryb kopiowania, umożliwia przewijanie zawartości ekranu

Komendy screena z poziomu terminala:
- screen -list – lista sesji screena
- screen --list – lista opcji screena
- screen -dmS [nazwa sesji] [skrypt lub komenda] - uruchamia skrypt w trybie zminimalizowanym (daemon mode)
- screen -r [ID sesji screena] – podłączenie do sesji screena
- screen -X -S [ID sesji screena] quit – zabicie sesji screena

Komendy tworzenia i manipulowania liczbą regionów na jednym ekranie Ctrl+A, a następnie jednego z klawiszy:
- S – tworzenie nowego regionu w poziomie
- | – tworzenie nowego regionu w pionie
- Tab ↹ – przeskakiwanie między regionami
- X – zabicie regionu
- Q – zabicie wszystkich regionów